# أحمد محمد محمود (صحفي)
أحمد محمد محمود بخيت (  - 5 فبراير 2011) هو صحفي مصري يعمل مصورا صحفيا «بأسبوعية التعاون» إحدى منشورات مؤسسة الأهرام الإعلامية. 

## حياته واغتياله
توفي بخيت يوم الجمعة الموافق 5 فبراير 2011م بأحد مستشفيات القاهرة متأثرا بطلقات قناص أصابته أثناء التقاطه صور الاضطرابات من على شرفة بيته بأحد أحياء القاهرة بالقرب من ميدان التحرير  يوم 29 يناير. جعلته هذه الحادثة أول صحفي يقتل منذ اندلاع المظاهرات المطالبة بتنحية الرئيس حسني مبارك. كان الشهيد يبلغ من العمر 39 عاماً وله طفلة وحيدة تبلغ من العمر العاشرة، قررت نقابة الصحفيين تخليد اسم الشهيد الصحفي أحمد محمد محمود في لوحة تذكارية رخامية، تعلق في مكان بارز داخل نقابة الصحفيين، تشمل صورته وظروف استشهاده، كما تقرر منح اسم الراحل جائزة الرواد ضمن احتفالات الصحافة التي ستجرى قريباً وقيمة الجائزة عشرة آلاف جنيه، كما تقرر منح أسرته معاشا استثنائيا كاملا. كما تم تشيع جنازة الشهيد يوم 6 يناير أحد الشهداء، وقال الرئيس الامريكى باراك أوباما انه يتعين احترام حقوق الصحفيين.